# بخش کلیایی
بخش کلیائی یکی از بخشهای تابع شهرستان سنقر در استان کرمانشاه در غرب ایران است.

## تقسیمات کشوری
- بخش کلیائی
  - دهستان آگاهان
  - دهستان سطر
  - دهستان کیونات

شهرها: سطر

## جمعیت
بنابر سرشماری مرکز آمار ایران، جمعیت بخش کلیایی شهرستان سنقر در سال ۱۳۸۵ برابر با ۱۶۰۵۷ نفر بوده‌است.